# Sybra pluriguttata
Sybra pluriguttata là một loài bọ cánh cứng trong họ Cerambycidae.